# ミナス・ジェライス州立大学

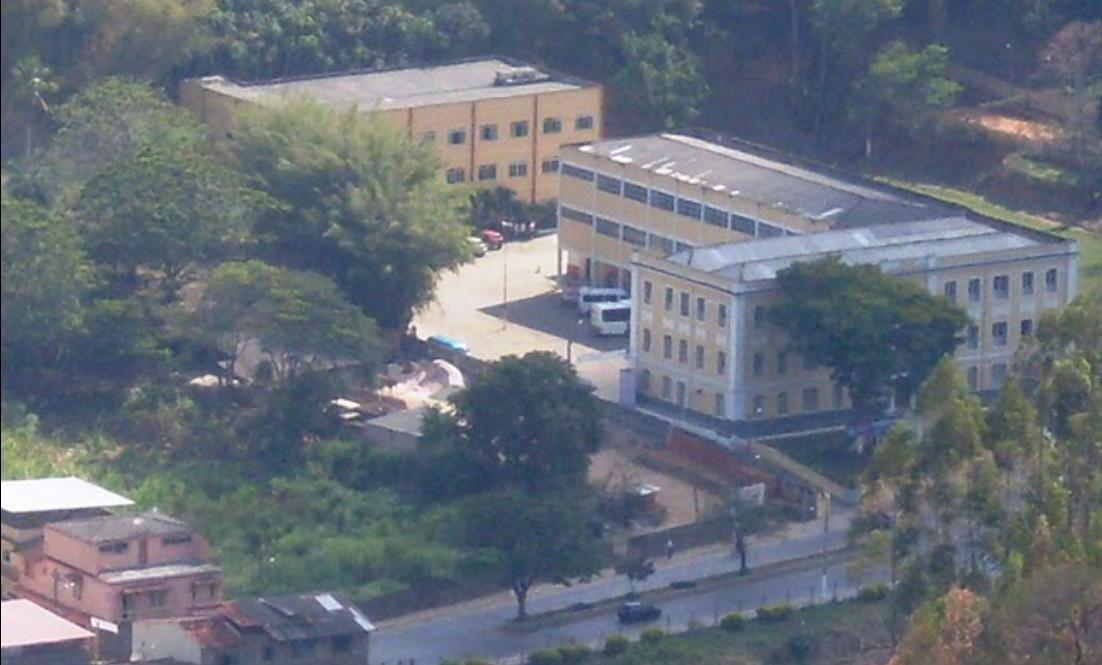
キャンパス

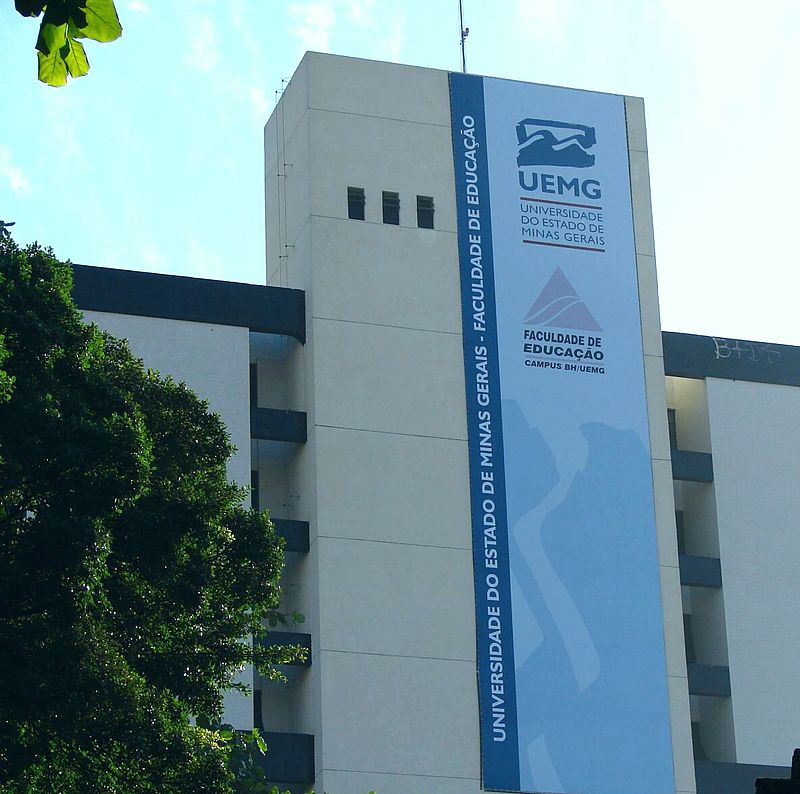
教育学部

ミナス・ジェライス州立大学 (ポルトガル語：Universidade do Estado de Minas Gerais、略称UEMG)はブラジル、ミナス・ジェライス州ベロオリゾンテにある州立大学である。規模はミナス・ジェライス連邦大学とウベルランディア連邦大学に次ぐ。遠隔教育を通じて、修士課程を取得させている他に環境教育をラテンアメリカ諸国で共有することを目的としている。

## 場所
州政府から与えられた100,000㎡と29,000㎡の限られた区画でキャンパスを構成している。州内有数の高速道路であるグリーンラインやメトロ・デ・ベロオリゾンテのホセ・カンディド・ダ・シルベイラ駅にも300m程の位置にある事からキャンパスは市内全体からの利便性が図れるとしている。郊外にあるフルタルでは微生物学部やコミュニケーション学、法律学部、メディア研究学などの7つの学部がある。特に大学の中枢である学部はベロオリゾンテの教育学部、音楽学部である。

### 学部
ベロオリゾンテキャンパス
- デザイン・音楽学部　- 音楽研究を通じ、環境で培った経験を特訓を目的[2]
- 教育学部
- 芸術学部
- 公共政策学部

フルタルキャンパス
- 応用微生物学部
- 法律学部
- 言語研究学部
- メディア研究学部
- コミュニケーション学部

## 歴史
1989年にミナス・ジェライス憲法に則り、州内に分割されていた高等教育学校の合併によって、開校された。2013年には二度目の高等教育学校の合併が州政府によって、承認された。最高決定機関である大学評議会は受験の質を向上するためにEnem（国家中等教育試験）を導入した。